# 정석학술정보관
정석학술정보관은 인천광역시 미추홀구 용현동에 위치한, 인하대학교의 중앙 도서관이다.